# VI Corpo de Exército (Alemanha)
O VI Corpo de Exército atuou na Segunda Guerra Mundial, iniciando a sua campanha na Polônia onde permaneceu até maio de 1940, em seguida participou da Invasão da França ficando na frança até junho de 1941 quando foi transferida para a Frente Oriental permanecendo até o fim da Guerra.

## Comandantes
| Comandante                                | Data                                            |
| ----------------------------------------- | ----------------------------------------------- |
| General der Artillerie Günther von Kluge  | 1 de abril de 1935 - 24 de novembro de 1938     |
| General der Pioniere Otto-Wilhelm Förster | 24 de novembro de 1938 - 31 de dezembro de 1941 |
| General der Infanterie Bruno Bieler       | 1 de janeiro de 1942 - 31 de outubro de 1942    |
| General der Infanterie Hans Jordan        | 1 de novembro de 1942 - 20 de maio de 1944      |
| General der Infanterie Georg Pfeiffer     | 20 de maio de 1944 - 28 de junho de 1944        |
| General der Artillerie Helmuth Weidling   | 28 de junho de 1944 - 11 de agosto de 1944      |
| General der Infanterie Horst Großmann     | 11 de agosto de 1944 - janeiro de 1945          |
| Generalleutnant Ralph Graf von Oriola     | janeiro de 1945 - janeiro de 1945               |
| General der Infanterie Horst Großmann     | janeiro de 1945 - 8 de maio de 1945             |

## Área de Operações
- Polônia (Setembro 1939 - Maio 1940)[2]
- França (Maio 1940 - Junho 1941)
- Frente Oriental, Setor Sul (Junho 1941 - Julho 1944)
- Frente Oriental, Setor Norte (Julho 1944 - Maio 1945)

## Serviço de Guerra
| Data         | Exército                  | Grupo de Exército | Lugar                  |
| ------------ | ------------------------- | ----------------- | ---------------------- |
| Setembro 39  | 5º Exército               | C                 | Trier                  |
| Outubro 39   | 6º Exército               | B                 | Eifel                  |
| Dezembro 39  | 12º Exército              | A                 | Eifel                  |
| Janeiro 40   | 12º Exército              | A                 | Eifel, Bélgica, França |
| Junho 40     | 2º Exército               | A                 | Aisne, Reims, Loire    |
| Julho 40     | 4º Exército               | B                 | Costa Atlântica        |
| Setembro 40  | 7º Exército               | C                 | Costa Atlântica        |
| Novembro 40  | 7º Exército               | D                 | Costa Atlântica        |
| Janeiro 41   | 7º Exército               | D                 | Costa Atlântica        |
| Março 41     | 18º Exército              | B                 | Prússia Oriental       |
| Maio 41      | 9º Exército               | B                 | Polônia (Suwalki)      |
| Junho 41     | 9º Exército               | Mitte             | Bialystok, Smolensk    |
| Setembro 41  | 3º Panzergruppe           | Mitte             | Wjasma                 |
| Novembro 41  | 9º Exército               | Mitte             | Rshew                  |
| Janeiro 42   | 9º Exército               | Mitte             | Rshew                  |
| Janeiro 43   | 9º Exército               | Mitte             | Rshew                  |
| Abril 43     | 5º Exército Panzer        | Mitte             | Welish, Vitebsk        |
| Janeiro 44   | 5º Exército Panzer        | Mitte             | Vitebsk                |
| Julho 44     | 4º Exército               | Mitte             | Prússia Oriental       |
| Janeiro 45   | 4º Exército               | Mitte             | Prússia Oriental       |
| Fevereiro 45 | 4º Exército               | Nord              | Prússia Oriental       |
| Abril 45     | Exército Prússia Oriental |                   | Prússia Oriental       |

## Organização
1 de Março de 1939
- 6ª Divisão de Infataria
- 16ª Divisão de Infataria
- 26ª Divisão de Infataria

1 de Setembro de 1939
- Grenz-Infanterie-Regiment 16

16 de Junho de 1940
- 15ª Divisão de Infataria
- 205ª Divisão de Infataria

22 de Junho de 1941
- 26ª Divisão de Infataria
- 6ª Divisão de Infataria

29 de Julho de 1941
- 106ª Divisão de Infataria
- 26ª Divisão de Infataria
- 6ª Divisão de Infataria

22 de Agosto de 1941
- 26ª Divisão de Infataria
- 6ª Divisão de Infataria

11 de Outubro de 1941
- 26ª Divisão de Infataria
- 110ª Divisão de Infataria

17 de Novembro de 1941
- 26ª Divisão de Infataria
- 6ª Divisão de Infataria
- 110ª Divisão de Infataria

25 de Novembro de 1941
- 26ª Divisão de Infataria
- 6ª Divisão de Infataria
- 110ª Divisão de Infataria
- 88ª Divisão de Infataria

28 de Dezembro de 1941
- 26ª Divisão de Infataria
- 6ª Divisão de Infataria
- 110ª Divisão de Infataria
- 161ª Divisão de Infataria

11 de Janeiro de 1942
- 26ª Divisão de Infataria
- 6ª Divisão de Infataria
- 110ª Divisão de Infataria
- 161ª Divisão de Infataria
- 256ª Divisão de Infataria

18 de Fevereiro de 1942
- 26ª Divisão de Infataria
- 6ª Divisão de Infataria
- 256ª Divisão de Infataria
- 251ª Divisão de Infataria
- SS-Division "Das Reich"

13 de Abril de 1942
- 26ª Divisão de Infataria
- 6ª Divisão de Infataria
- 256ª Divisão de Infataria

8 de Agosto de 1942
- 206ª Divisão de Infataria
- 251ª Divisão de Infataria
- 87ª Divisão de Infataria
- 6ª Divisão de Infataria
- 256ª Divisão de Infataria
- 14ª Divisão de Infataria

22 de Agosto de 1942
- 206ª Divisão de Infataria
- 251ª Divisão de Infataria
- 87ª Divisão de Infataria
- 6ª Divisão de Infataria

19 de Outubro de 1942
- 197ª Divisão de Infataria

8 de Novembro de 1942
- 197ª Divisão de Infataria
- Luftwaffen-Feld-Division 2
- 7. Fallschirmjäger-Division
- SS-Kavallerie-Division (HGr.-Reserve)
- 20ª Divisão Panzer (OKH-Reserve)

20 de Novembro de 1942
- 197ª Divisão de Infataria
- 7. Fallschirmjäger-Division
- SS-Kavallerie-Division (HGr.-Reserve)
- 20ª Divisão Panzer (OKH-Reserve)
- 205ª Divisão de Infataria
- 330ª Divisão de Infataria

22 de Dezembro de 1942
- 197ª Divisão de Infataria
- 330ª Divisão de Infataria
- 1/2 328ª Divisão de Infataria
- 205ª Divisão de Infataria

12 de Janeiro de 1943
- 197ª Divisão de Infataria
- 330ª Divisão de Infataria
- 83ª Divisão de Infataria
- 7. Fallschirmjäger-Division

4 de Fevereiro de 1943
- 197ª Divisão de Infataria
- 330ª Divisão de Infataria
- 83ª Divisão de Infataria
- 7. Fallschirmjäger-Division
- 6ª Divisão Panzer (em evacuação)

7 de Julho de 1943
- 206ª Divisão de Infataria
- 330ª Divisão de Infataria
- 87ª Divisão de Infataria

7 de Setembro de 1943
- 87ª Divisão de Infataria
- 206ª Divisão de Infataria

15 de Outubro de 1943
- 87ª Divisão de Infataria
- 14ª Divisão de Infataria
- 206ª Divisão de Infataria

17 de Novembro de 1943
- 206ª Divisão de Infataria
- 14ª Divisão de Infataria
- 246ª Divisão de Infataria
- 256ª Divisão de Infataria
- Parte da 211ª Divisão de Infataria

15 de Outubro de 1943
- 14ª Divisão de Infataria
- 87ª Divisão de Infataria
- 206ª Divisão de Infataria
- 36ª Divisão de Infataria

6 de Dezembro de 1943
- 206ª Divisão de Infataria
- 14ª Divisão de Infataria
- 246ª Divisão de Infataria
- 256ª Divisão de Infataria

26 de Janeiro de 1944
- 206ª Divisão de Infataria
- 14ª Divisão de Infataria
- 246ª Divisão de Infataria
- 256ª Divisão de Infataria
- 197ª Divisão de Infataria
- 131ª Divisão de Infataria
- 299ª Divisão de Infataria

4 de Março de 1944
- 197ª Divisão de Infataria
- 299ª Divisão de Infataria
- 14ª Divisão de Infataria
- 256ª Divisão de Infataria

3 de Junho de 1944
- 197ª Divisão de Infataria
- 299ª Divisão de Infataria
- 14ª Divisão de Infataria (Como grupo de reserva)
- 256ª Divisão de Infataria

16 de Setembro de 1944
- 286. Sicherungs-Division
- 50ª Divisão de Infataria

1 de Março de 1945
- Kampfgruppe 131ª Divisão de Infataria
- 10. Radfahr-Jäger-Brigade
- Kampfgruppe 61ª Divisão de Infataria
- 18. Panzergrenadier-Division